# Моркирх
Моркирх (њем. Mohrkirch) општина је у њемачкој савезној држави Шлезвиг-Холштајн. Једно је од 134 општинска средишта округа Шлезвиг-Фленсбург. Према процјени из 2010. у општини је живјело 1.029 становника. Посједује регионалну шифру (AGS) 1059060.

## Географски и демографски подаци
Моркирх се налази у савезној држави Шлезвиг-Холштајн у округу Шлезвиг-Фленсбург. Општина се налази на надморској висини од 27 – 70 метара. Површина општине износи 14,4 km². У самом мјесту је, према процјени из 2010. године, живјело 1.029 становника. Просјечна густина становништва износи 71 становника/km².